# Donnery
Donnery település Franciaországban, Loiret megyében. Lakosainak száma 2833 fő (2022. január 1.). Donnery Traînou, Fay-aux-Loges, Mardié és Saint-Denis-de-l’Hôtel községekkel határos.

## Népesség
A település népességének változása:
| Lakosok száma | 651  | 1961 | 2054 | 2287 | 2664 | 2741 | 2854 | 2864 | 2854 | 2833 |
|               | 1968 | 1982 | 1990 | 2006 | 2013 | 2015 | 2017 | 2019 | 2020 | 2022 |